# Salisano
Salisano ist eine italienische Gemeinde mit 477 Einwohnern (Stand 31. Dezember 2023) in der Provinz Rieti in der Region Latium.

## Geographie
Salisano liegt 64 km nördlich von Rom und 36 km westlich von Rieti in den Sabiner Bergen und ist Mitglied der Comunità Montana Sabina.
Das Gemeindegebiet erstreckt sich über eine Höhendifferenz von 116 bis 968 Meter über Meereshöhe. Zur Gemeinde gehören die Ortsteile Gallo, Montefalcone, Rocca, Roccabaldesca, Santa Lucia und Vallocchie.
Die Gemeinde befindet sich in der Erdbebenzone 2 (mittel gefährdet).
Die Nachbargemeinden sind Castelnuovo di Farfa, Mompeo, Monte San Giovanni in Sabina, Montopoli di Sabina, Poggio Catino, Poggio Mirteto und Roccantica.

### Verkehr
Salisano liegt 16 km von der Strada statale 4 Via Salaria (SS 4) entfernt, die von Rom über Rieti an die Adriaküste führt.
Die nächste Autobahnauffahrt ist Ponzano Romano in 30 km Entfernung an der A1 Autostrada del Sole.
Der nächste Bahnhof ist in Poggio Mirteto Scalo an der Regionalbahnstrecke FR1 in 16 km Entfernung.

## Bevölkerungsentwicklung
| Jahr      | 1861 | 1881 | 1901 | 1921 | 1936 | 1951 | 1971 | 1991 | 2001 |
| --------- | ---- | ---- | ---- | ---- | ---- | ---- | ---- | ---- | ---- |
| Einwohner | 616  | 640  | 651  | 677  | 735  | 884  | 505  | 541  | 552  |

Quelle: ISTAT

## Politik
Gisella Petrocchi wurde am 11. Juni 2017 zur Bürgermeisterin gewählt.